# Eustrotia amydra
Eustrotia amydra är en fjärilsart som beskrevs av Swinhoe 1897. Eustrotia amydra ingår i släktet Eustrotia och familjen nattflyn. Inga underarter finns listade i Catalogue of Life.